# Philodromus subaureolus
Philodromus subaureolus es una especie de araña cangrejo del género Philodromus, familia Philodromidae. Fue descrita científicamente por Bösenberg & Strand en 1906.

## Distribución
Esta especie se encuentra en Mongolia, China, Corea y Japón.